# Hintz György (gyógyszerész, 1840–1890)
Ifjabb Hintz György (Kolozsvár, 1840. szeptember 4. – Kolozsvár, 1890. február 20.) kémikus, gyógyszerész, vegytantanár.

## Élete
Id. Hintz György evangélikus lelkész és Mauksch Augusta-Matilda  fia. Középiskolai tanulmányait szülővárosában végezte. Minthogy családjának birtokába került a nagyapjától örökölt gyógyszertár, a gyógyszerészi pályát választotta. Egy pár évi gyakornokoskodás után Bécsbe ment, hol tanulmányait folytatta és 1863-ban doktori vizsgát tett, majd visszatért Kolozsvárra és átvette a gyógyszertárat. 1884. január 9-étől az egyetem magántanára, továbbá az általános magyarországi gyógyszerész-egylet 21. járásának igazgatója, a gyógyszerészgyakornokokat vizsgáló bizottság rendes tagja, a városi képviselő-testület tagja, közigazgatósági bizottsági tag, a kolozsvári zenekonzervatórium elnöke, az evangélikus egyház főgondnoka, az EMKE fiókjának pénztárnoka, az erdélyi gazdasági egylet főpénztárnoka, az osztrák-magyar bank és a kolozsvári kereskedelmi bank igazgató tanácsosa.
Fia, legifj. Hintz György szintén gyógyszerész lett.

## Művei

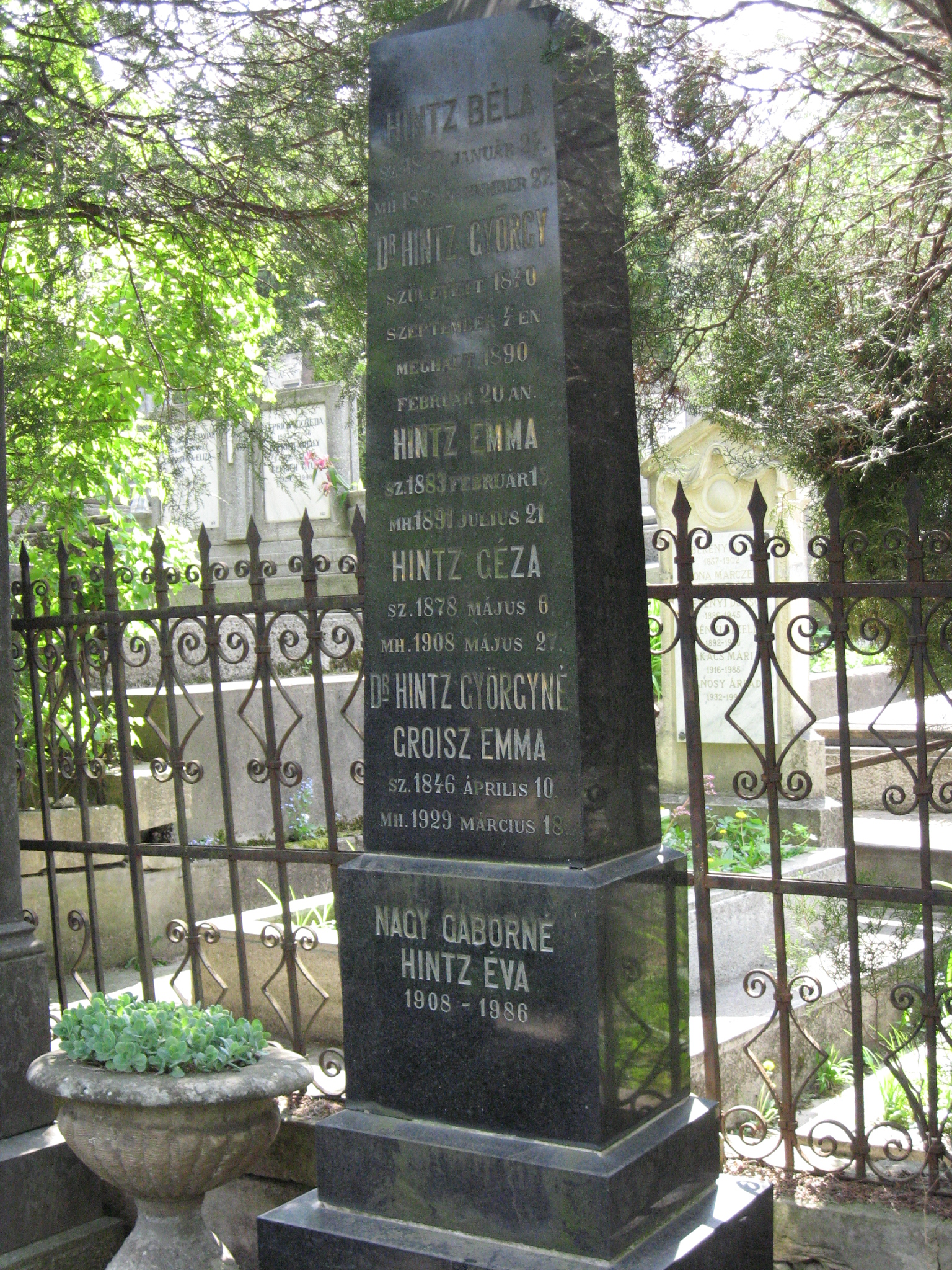
Sírja a Házsongárdi temetőben.

Cikkei a Gyógyszerészi Hetilapban (1871. A szunyal, morphium, mérgezés törvényszéki vegyelemzése, 1872. Az illatszerekről, Törvényszéki vegyelemezés villanyra, 1873. Szemelvények a gyógyszerészeti műtan köréből, Tisztázzuk az eszméket); a Kertész Gazdában (1872 Illatos növények és illatszerek); az Erdélyi Hiradóban (1889. 56. sz. A kolozsvári zeneconservatorium története 1819–1889.) jelentek meg. Kéziratban maradt munkája: Gyógyszerészi műtan.